# Kirin-kupa
A Kirin-kupa egy nemzetközi labdarúgótorna, amit Japánban rendeznek meg 1978 óta. Eleinte klubcsapatok kaptak meghívást, majd 1991-től kezdődően nemzeti válogatottak. A legsikeresebb csapat a házigazda Japán 11 győzelemmel.

## Az eddigi győztesek

### Klubcsapatok
- 1978 :  Borussia Mönchengladbach és  Palmeiras (megosztva)
- 1979 :  Tottenham Hotspur
- 1980 :  Middlesbrough
- 1981 :  Club Brugge
- 1982 :  Werder Bremen
- 1983 :  Newcastle United
- 1984 :  Internacional
- 1985 :  Santos
- 1986 :  Werder Bremen
- 1987 :  Fluminense
- 1988 :  Flamengo
- 1989 : Nem rendezték meg
- 1990 : Nem rendezték meg

### Nemzeti válogatottak
- 1991 :  Japán
- 1992 :  Argentína
- 1993 :  Magyarország
- 1994 :  Franciaország
- 1995 :  Japán
- 1996 :  Japán
- 1997 :  Japán
- 1998 :  Csehország
- 1999 :  Belgium és  Peru (megosztva)
- 2000 :  Japán és  Szlovákia (megosztva)
- 2001 :  Japán
- 2002 : Nem fejeződött be
- 2003 : Nem fejeződött be
- 2004 :  Japán
- 2005 :  Peru és  Egyesült Arab Emírségek (megosztva)
- 2006 :  Skócia
- 2007 :  Japán
- 2008 :  Japán
- 2009 :  Japán
- 2010 : Nem rendezték meg
- 2011 :  Japán,  Csehország és  Peru (megosztva)
- 2012 : Nem rendezték meg
- 2013 :  Uruguay
- 2014 :  Uruguay
- 2015 : Nem rendezték meg
- 2016 :  Bosznia-Hercegovina
- 2017–2021 : Nem rendezték meg
- 2022 :  Tunézia